# Uno sceriffo extraterrestre... poco extra e molto terrestre
Uno sceriffo extraterrestre... poco extra e molto terrestre è un film del 1979 diretto da Michele Lupo. 
La pellicola è una commedia fantascientifica interpretata da Bud Spencer e dal piccolo attore Cary Guffey, già noto al grande pubblico per aver preso parte a Incontri ravvicinati del terzo tipo del 1977.
Il film ha avuto un seguito l'anno successivo, Chissà perché... capitano tutte a me (1980), diretto sempre da Michele Lupo.

## Trama
Nella cittadina di Newnan, Georgia (Stati Uniti d'America), il possente sceriffo Scott Hall è scettico circa i numerosi avvistamenti di dischi volanti nella contea, fino a quando incontra un bambino che dice di chiamarsi con una sigla alfanumerica e di provenire dallo spazio, in un mondo dove non esiste la musica, notizie che l'uomo accoglie con divertimento. Scetticismo che viene meno quando il piccolo gli mostra le proprie facoltà paranormali coadiuvate da un giocattolo misterioso che reca con sé, come ridare vigore agli anziani, animare le giostre e far saltare i pesci tra le braccia dei pescatori.
Il Capitano Briggs, comandante di una base militare, per impossessarsi dello strumento tenta più volte il sequestro del bambino, ma questi viene salvato da Hall con le proverbiali scazzottate del protagonista.
Giunge infine l'astronave del padre per recuperare il piccolo, al quale poi viene però concesso di restare sulla Terra con lo sceriffo.

## Produzione

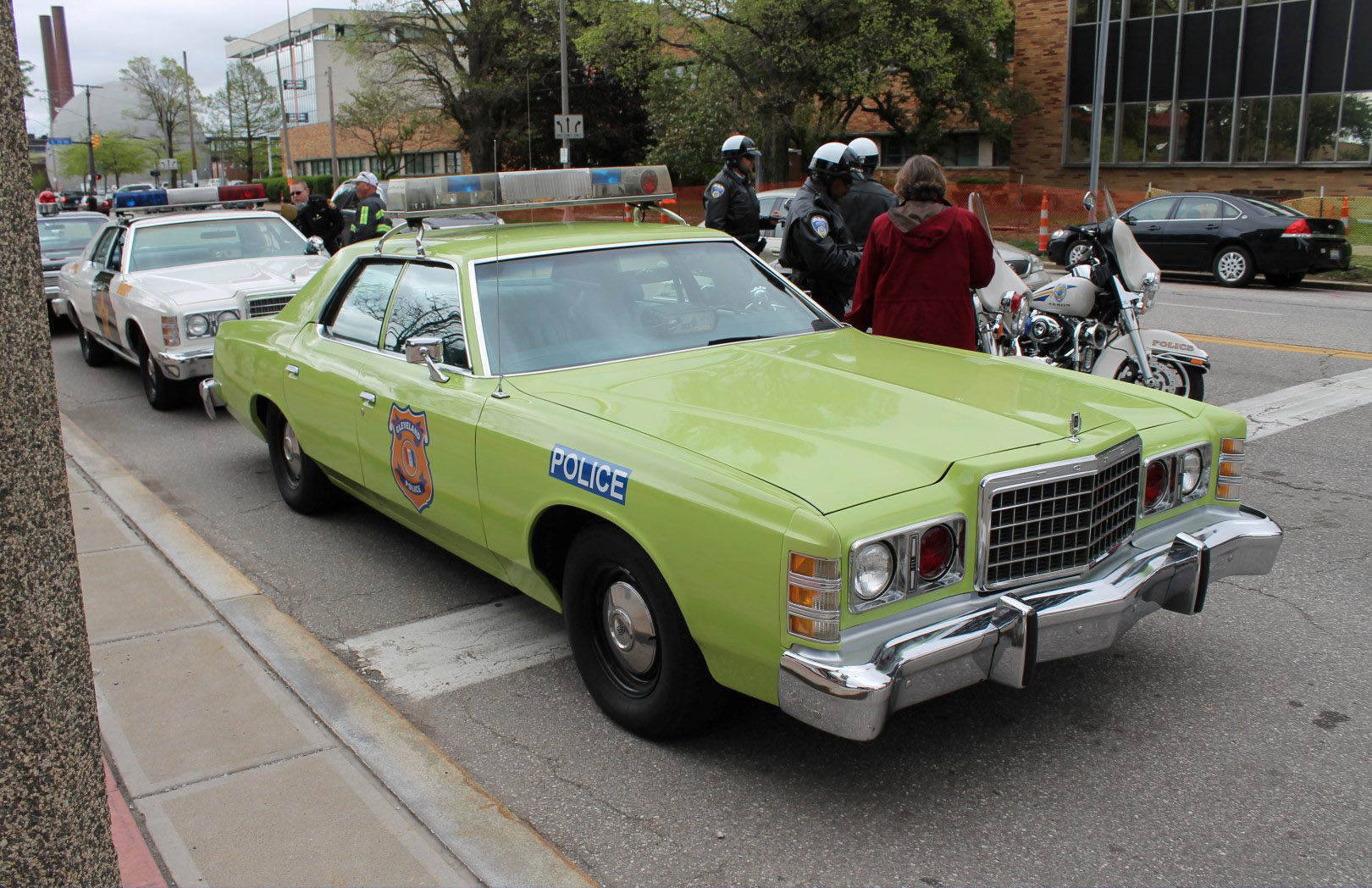
Una Ford LTD del 1978 della polizia di Cleveland, Ohio.

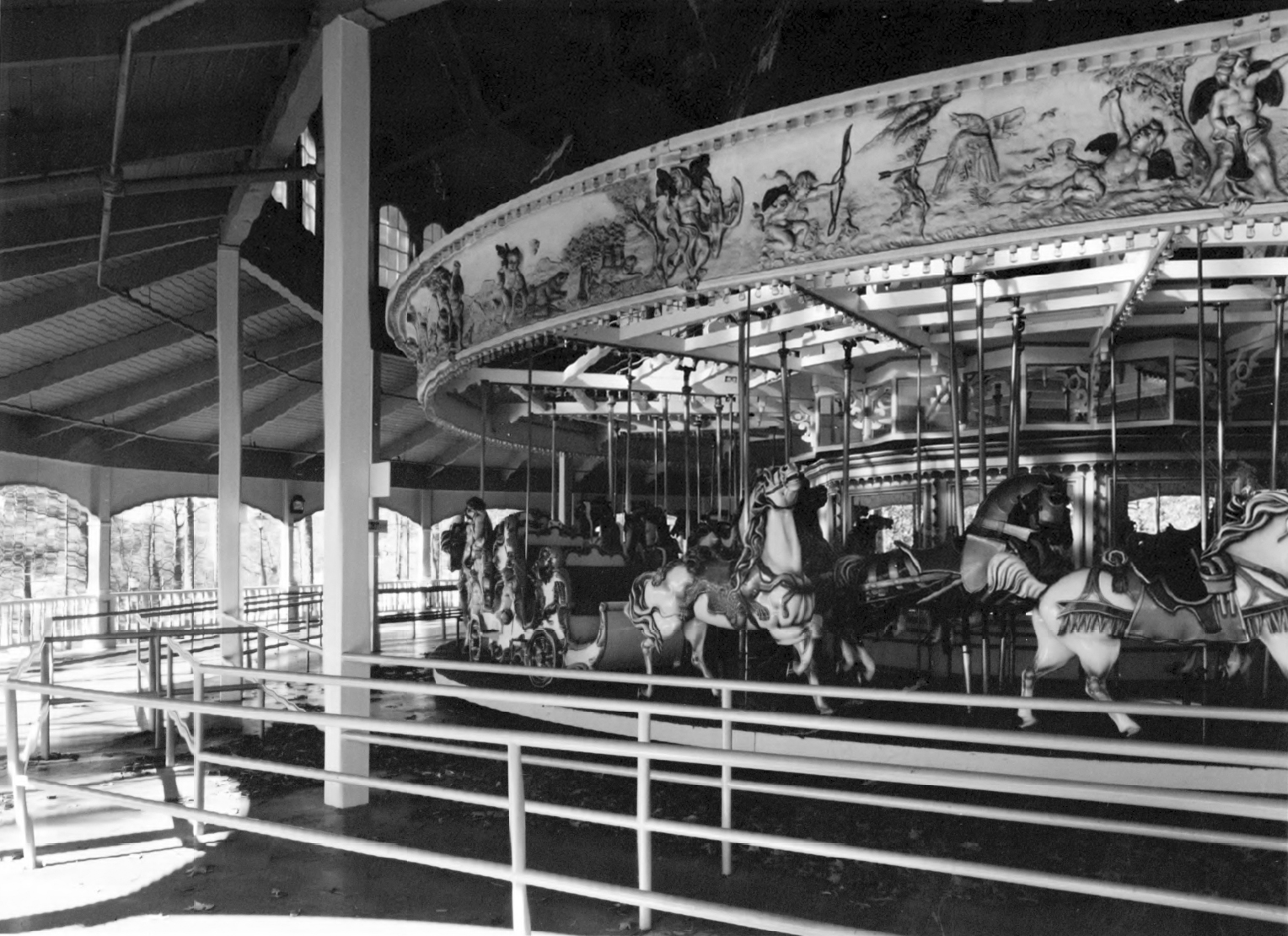
Riverview Carousel, Six Flags Over Georgia.

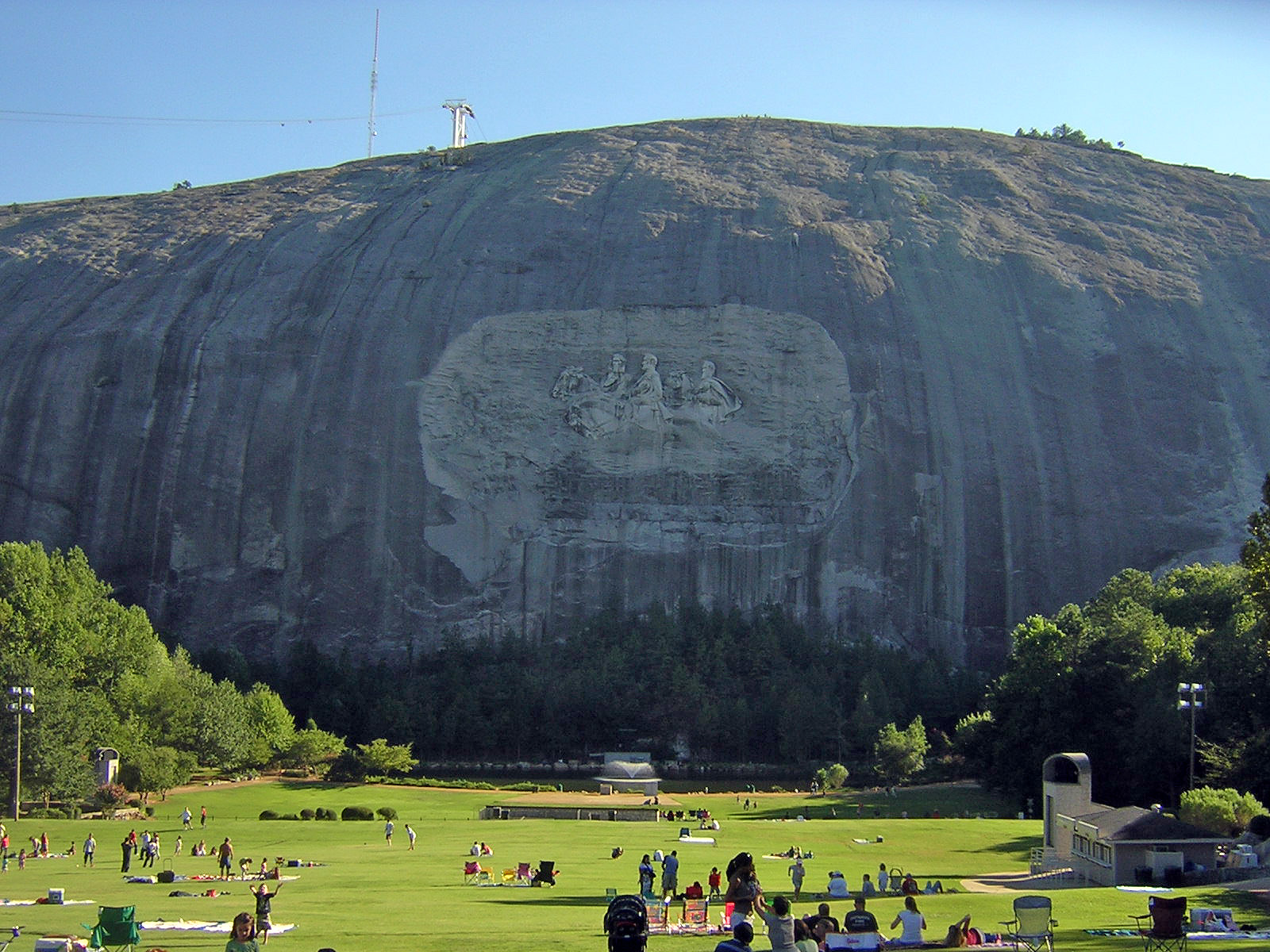
La Stone Mountain con il bassorilievo sulla parete nord.

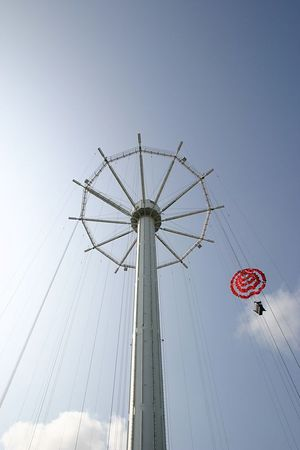
Il Great Gasp del Six Flags Over Georgia, che apparirà anche nel sequel Chissà perché... capitano tutte a me.

Il film è la seconda collaborazione del regista Michele Lupo con Bud Spencer dopo Lo chiamavano Bulldozer. La sceneggiatura è stata scritta da Francesco Scardamaglia e da Marcello Fondato, che aveva già diretto due film con Bud, ...altrimenti ci arrabbiamo! (1974) e Charleston (1977). Il piccolo H7-25 è interpretato da Cary Guffey, già apparso nel film di Steven Spielberg Incontri ravvicinati del terzo tipo (1977) nel ruolo del bimbo rapito dagli alieni.
Il film è stato girato nella città di Newnan (Georgia), ma ci sono anche una serie di altre sedi. La scena del primo incontro fra lo sceriffo ed il piccolo alieno venne girata presso il Six Flags Over Georgia, ad Austell, un parco di divertimenti che verrà riutilizzato anche nel sequel Chissà perché... capitano tutte a me (sempre diretto da Lupo); il carosello dei cavalli, che il bambino alieno mette in movimento per poi salirci sopra, è elencato nel Registro nazionale dei luoghi storici come Riverview Carousel. Il primo tentativo del capitano Briggs di catturare il ragazzo è stato girato all'Atlanta-Fulton County Stadium. In una scena si può vedere la cupola del Campidoglio di Atlanta a destra sullo sfondo. Le basi dell'aeronautica mostrate sono le basi Warner Robbins e Dobbins Air Force. Il punto di incontro con l'astronave extraterrestre è presso la montagna Stone Mountain con una vista dell'enorme bassorilievo sulla parete nord. La scena della "pesca miracolosa" venne invece girata presso il lago di Martignano, in provincia di Roma.
L'auto ufficiale dello sceriffo è una Ford LTD, modello dell'anno 1978. In effetti, il tipo di veicolo è stato offerto anche come auto della polizia. Alla fine, si possono osservare un bombardiere e due caccia spaziali Mark IX Hawk dall'episodio Mondo proibito della serie Spazio 1999. I prodotti e i marchi sono spesso collocati in modo molto vistoso: questo vale soprattutto per la Coca-Cola (visibile, ad esempio, nella stazione dei pompieri nella sequenza di apertura, durante la rissa al supermercato, ecc.) e per il marchio di whisky di William Lawson (H7-25 utilizza il suo raggio fotonico durante la rissa al ballo annuale dei pompieri della Contea di Coweta dietro le bottiglie di questo marchio).
Nella scena della "fagiolata" nel bosco, lo sceriffo (Bud Spencer) cita Stanlio e Ollio e la gag dell'accendino fatto con il pollice è, tra l'altro, la citazione di una scena analoga del film I fanciulli del West.
Lo sceriffo non viene mai chiamato né per nome né per cognome; una volta intrufolatosi nella base dell'aeronautica, usa nomi diversi per confondere le guardie, indicando un'etichetta del nome inesistente sulla sua giacca dell'uniforme. Un nome ancora usato nelle pubblicazioni è Craft, così come sulla copertina del DVD pubblicato nel 2004 dalla tedesca "e-m-s new media". Nelle vecchie versioni di Super 8 e VHS il personaggio è chiamato, come il suo attore, Spencer. Più tardi si renderà noto che il nome dello sceriffo è Scott Hall.
Il titolo inglese è The Sheriff and the Satellite Kid. Spencer di solito recitava in lingua inglese nei suoi ruoli, ma con il suo forte accento napoletano e pertanto in questo così come nelle altre produzioni venne doppiato anche nella versione in inglese. La sua pronuncia veniva corretta attraverso l'allenamento con l'attore italoamericano Raffaele Mottola, che inizialmente si può vedere in un piccolo ruolo di reporter.

## Colonna sonora
La colonna sonora di Uno sceriffo extraterrestre... poco extra e molto terrestre, come nella maggior parte dei film di Bud Spencer, è composta dagli Oliver Onions, duo musicale italiano composto dai fratelli Guido e Maurizio De Angelis. Il tema principale del film, che si può ascoltare nei titoli di testa, nei titoli di coda e più volte durante la pellicola, è Sheriff; il tema dolce e commovente che si sente per la prima volta in occasione dell'incontro fra il gigantesco sceriffo e il piccolo alieno al parco divertimenti Six Flags Over Georgia ad Austell è L'ultimo valzer (il brano era già stato utilizzato in precedenza dai fratelli De Angelis nel film Languidi baci... perfide carezze con protagonista Gigi Proietti), che comparirà poi anche nel seguito del film Chissà perché... capitano tutte a me quando lo sceriffo ritrova H7-25 nel bosco; nella sequenza del primo rapimento del piccolo alieno sventato dallo sceriffo Hall si può ascoltare il brano Mundialito (che verrà in seguito riciclato dagli Oliver Onions nel film cult L'allenatore nel pallone con Lino Banfi, nella scena delle rotative che aggiornano sui risultati disastrosi della Longobarda di Oronzo Canà), che ad un certo punto si sovrappone a L'ultimo valzer accompagnando i ripetuti "avanti/indietro" dei militari. L'allegro motivetto che si sente durante la scazzottata al supermercato e nella prima parte della scazzottata finale è invece Whistle and Bells. L'LP della colonna sonora non è mai stato pubblicato in Italia ma solo per il mercato tedesco con il titolo Der Große Mit Seinem Außerirdischen Kleinen (Original Motion Picture Soundtrack), diventando quindi una rarità per il mercato collezionistico.

### LP
LATO A
Testi e musiche di Guido e Maurizio de Angelis, salvo dove diversamente indicato.
1. Sheriff[5] – 4:18 (Guido e Maurizio De Angelis, Cesare De Natale)
2. Big Star[6] – 4:41 (Guido e Maurizio De Angelis, Cesare De Natale)
3. Whistle and Bells[7] – 3:30
4. H-7-25[8] – 1:00
5. Tonight, Tonight[9] – 4:41

LATO B
1. L'ultimo valzer[10] – 3:07
2. Ballad – 3:37
3. Mundialito[11] – 1:30
4. Summer Night – 2:42
5. Atlanta – 3:42
6. Dreaming Woman – 3:47

### 45 giri
1. Sheriff[5] – 4:18 (Guido e Maurizio De Angelis, Cesare De Natale)
2. Six Ways – 3:40 (Guido e Maurizio De Angelis)

## Distribuzione
Il film è stato distribuito nelle sale cinematografiche italiane a partire dal 13 settembre 1979.

### Edizioni home video
Il film è stato inizialmente disponibile come copia di Super 8 in tre bobine e come nastro VHS.
La prima versione italiana del DVD è stata pubblicata nel 2008 da Stormovie per una durata di 89 minuti (effettivi 88:59); un'edizione successiva è quella del 2009 di Eagle Pictures con una durata di 90 minuti (effettivi 89:01). Il primo blu-ray è stato pubblicato in Italia il 14 gennaio 2015 con una durata di 93 minuti.
In Germania la prima versione del DVD in è stata pubblicata il 2 settembre 2004 da e-m-s new media. Nel DVD pubblicato il film è leggermente più lungo, con una durata di circa 50 secondi in più rispetto alla versione italiana, che ha infatti subito in totale 13 tagli. Ad esempio, la versione tedesca presenta una sequenza della rissa finale prolungata. Sfortunatamente anche i DVD tedeschi usciti ultimamente utilizzano un mastering italiano e il taglio italiano più corto.
Nel 2009, il film è stato nuovamente pubblicato in DVD, questa volta da 3L Film. Questa versione è tuttavia accorciata e si basa sulla versione italiana del film. Dal 24 aprile 2014 è disponibile una versione Blu-ray (anche film 3L). Questo Blu-ray contiene sia la versione integrale tedesca che la versione italiana più corta (ma con sottotitoli in lingua tedesca obbligatori se si sceglie l'audio in italiano). La versione italiana più corta ha una qualità dell'immagine molto migliore rispetto alla versione tedesca e, pertanto, anche i fan tedeschi preferiscono la versione ridotta (93:04 minuti di cui 90:49 effettivi) a quella integrale (93:51 minuti di cui 91:35 effettivi); inoltre, la versione tedesca non ha crediti, solo sfondo nero e musica.

## Accoglienza

### Incassi
La pellicola si è classificata al 29º posto tra i primi 100 film di maggior successo della stagione cinematografica italiana 1979-1980.

### Critica
Francesco Minnini considera la cornice fantascientifica accessoria perché alla fine sono soltanto i cazzotti e la simpatia di Bud Spencer che contano, però ritiene che la ricetta inizia ad avere ingredienti troppo prevedibili.
Morando Morandini, invece, la considera come una favola piena di risse bonarie e fracassone, tagliata su misura per Bud Spencer. Inoltre apprezza molto la presenza del piccolo Cary Guffey, che già in Incontri ravvicinati del terzo tipo era parso eccezionalmente spontaneo come attore.

## Riconoscimenti
- 1980 – Goldene Leinwand
  - Vinto

## Sequel
In film ha avuto un seguito nel 1980, sempre per la regia di Michele Lupo: Chissà perché... capitano tutte a me.